# Геометрична комбінаторика
Геометрична комбінаторика — це розділ математики загалом і комбінаторики зокрема. Він включає низку напрямків, таких як комбінаторика багатогранників (вивчення граней опуклих багатогранників), опукла геометрія (вивчення опуклих множин, зокрема комбінаторика їх перетинів) та дискретна геометрія, яка, у свою чергу, має багато застосувань в обчислювальній геометрії. До інших важливих напрямків належать метрична геометрія багатогранників(наприклад, теорема Коші про жорсткість опуклих багатогранників). Вивчення правильних багатогранників, архімедових тіл і контактних чисел також є частиною геометричної комбінаторики. Також розглядаються особливі багатогранники, такі як пермутоедр, асоціаедр та багатогранник Біркгофа.